# نظر علي كندي
نظر علي كندي هي قرية في مقاطعة نمين، إيران. عدد سكان هذه القرية هو 11 في سنة 2006.